# Nachts in Tanger
Nachts in Tanger (Originaltitel: Sur la planche) ist das Spielfilm-Debüt der marokkanischen Dokumentarfilm-Regisseurin Leïla Kilani. Es lief in der Nebenreihe „Quinzaine des réalisateurs“ der Internationalen Filmfestspiele von Cannes 2011. Am 29. November 2011 feierte der Film beim Berliner Festival Around the World in 14 Films seine Premiere in Deutschland.

## Handlung
Die Freundinnen Badia und Imane pulen als schlecht bezahlte Arbeiterinnen mit Haarnetz Tag für Tag Shrimps in einer Fabrik. Nachts aber tauchen sie in eine andere Welt und gehen aus, um sich von Männern abschleppen zu lassen und diese anschließend dreist zu bestehlen. Das Diebesgut setzen sie bei Straßenhändlern um. Besonders die ruhelose Badia träumt hartnäckig von einem besseren Leben und schleicht sich auf der Suche nach besserer Bezahlung schon mal in die gut bewachte Sonderwirtschaftszone am Hafen, die Tanger mit Europa verbindet.
Eines Nachts lernen Badia und Imane zwei andere Mädchen kennen, Asma und Nawal, die beide schon in diesem abgeschirmten Stück Europa auf marokkanischem Boden arbeiten. Aus den vieren formt sich eine nächtliche Bande und in der Hoffnung auf den Sprung in ein besseres Leben planen sie schließlich unter Führung der durchsetzungsfähigen Badia einen besonders großen Coup mit einer Lieferung teurer Smartphones als Beute.

## Hintergrund
Leïla Kilani erarbeitete ihr Sozialdrama mit Laiendarstellerinnen und verwendete einem dokumentarischen Charakter mit vielen Nachtaufnahmen, um ein Bild der pulsierenden, aufstrebenden Hafenstadt Tanger im Norden Marokkos aus der Sicht junger Arbeiterinnen zu zeichnen, die nicht nur in der streng bewachten Sonderwirtschaftszone ihre Chance auf ein besseres Leben suchen, sondern auch im Bestehlen besser situierter Männer.
3sat zeigte den Film am 7. März 2013 als Teil der Themenreihe „Frauen im Islam“ erstmals im Deutschen Fernsehen. Inzwischen lief er weitere Male im Fernsehen, zuletzt am 10. Februar 2015 im Sender ZDFkultur. Die Ausstrahlungen des nicht synchronisierten Films wurden dabei untertitelt.

## Rezeption
Der Film erhielt überwiegend positive Kritiken. Die Filmzeitschrift Cinema urteilte, Kilani zeichne „mit beeindruckenden Laiendarstellerinnen und in direkten, fast dokumentarischen Bildern eine raue Welt“. Der Filmdienst bezeichnete den Film als „Mischung aus Kriminalfilm und Sozialdrama“. Der Film beschwöre „die energetisch aufgeladene Atmosphäre der quirligen Stadt“ und handle von Frauen, „die ihr Schicksal in die eigenen Hände nehmen wollen“. Das ZDF sprach von „exzellenten Hauptdarstellerinnen, allesamt Amateure ohne Schauspielerfahrung“; der Film selbst sprühe „vor roher Energie und urbaner Poesie“.